# Ida Hohenemser
Ida Hohenemser (* 10. November 1866 in Frankfurt am Main; † 9. Juli 1920 in ebd.) war eine deutsche Montessoripädagogin und Philanthropin. Sie gründete den ersten  Montessori-Kindergarten in Deutschland.

## Leben und Wirken
Ida Emma Hohenemser stammte aus einer wohlhabenden und einflussreichen jüdischen Bankiersfamilie, die  Familienbande mit der finanziellen Elite in Deutschland und Europa hatte. Ihre Tante war Emma  Guerrieri Gonzaga, Ehefrau des italienischen Freiheitskämpfers Carlo Guerrieri Gonzaga. Die Widerstandskämpferin Elisabeth Schumacher war ihre Nichte. Ida Hohenemser erhielt die damals für Mädchen ihres Standes übliche Ausbildung, d. h. Privatunterricht, Höhere Töchterschule mit anschließendem Mädchenpensionat. Mehrere Jahre lebte sie bei ihrer Tante in Italien. Dort lernte sie deren Freundin Maria Montessori kennen. Um 1913/1914 lebte Ida Hohenemser für kurze Zeit wieder im  elterlichen Haus in Frankfurt und übersiedelte dann nach Meiningen. Dort unterstützte sie ihre verwitwete Schwägerin in der Betreuung ihrer fünf Kinder und gründete zudem in ihrer Wohnung einen kleinen Kindergarten für „arme Kinder, die hungernd und verwahrlost auf den Straßen herumliefen, während ihre Mütter in den Fabriken arbeiteten... Ihre Wohnung  und ihr schöner Garten in Meiningen wurden nun das  erste deutsche ‚Haus  der Kinder‘. Sie erzog und unterrichtete die Kleinen nach der Methode Maria Montessoris“.
Im Jahr 1926 erschien Maria Montessoris Buch Montessori-Erziehung für Schulkinder in der Übersetzung von Ida Hohenemser. Sie nahm sich am 9. Juli 1920 das Leben.